# Оумак
Оумак (на английски: Omak) е град в окръг Оканоган, щата Вашингтон, САЩ. Оумак е с население от 4721 жители (2000) и обща площ от 7,6 km². Намира се на 257 m надморска височина. ЗИП кодът му е 98841, а телефонният му код е 509.